# Anomalurus pelii
Anomalure de Pel, Écureuil volant de Pel, Écureuil du Scaly
Espèce
Statut de conservation UICN

 DD  : Données insuffisantes
Statut CITES
L'Anomalure de Pel (Anomalurus pelii) est une espèce d'écureuils volants africains de la famille des Anomaluridae.

## Dénominations
En français, l'espèce est appelée Anomalure de Pel,,,, Écureuil volant de Pel, Écureuil du Scaly.

## Brève description physique
L’anomalure de Pel mesure entre 70 et 90 cm de long, queue comprise, pour un poids entre 1 et 1,8 kg. Il a un dos noir caractéristique. Sa face est également noire, mais soulignée de bordures blanches autour des oreilles et sur le museau. La face ventrale, le bords des patagiums, et la queue sont aussi blancs.

## Caractéristiques
- Écailles sur la queue qui lui permettent de s’appuyer sur un arbre
- Présence de peau (patagium) le long de son corps lui permettant de « planer » d’un arbre à un autre.

## Habitat et répartition
On le trouve au Burkina Faso, en Côte d’Ivoire, au Ghana, au Liberia et en Sierra Leone où il vit dans la forêt humide tropicale. Son aire de répartition est assez discontinue, potentiellement à cause d'une régression.

## Liste des sous-espèces
Selon Mammal Species of the World (version 3, 2005)  (10 oct. 2012) :
- sous-espèce Anomalurus pelii auzembergeri
- sous-espèce Anomalurus pelii pelii